# アレグザンダー・リンジー (第15代クロフォード伯爵)
第15代クロフォード伯爵アレグザンダー・リンジー（英語: Alexander Lindsay, 15th Earl of Crawford、1599年頃 – 1639年）は、スコットランド貴族。

## 生涯
第13代クロフォード伯爵ヘンリー・チャータリスと2人目の妻マーガレット・ショー（Margaret Shaw、1644年10月2日以降没、サー・ジェイムズ・ショーの娘）の息子として生まれた。父は1584年に姓をリンジーからチャータリスに改めたが、アレグザンダーはリンジー姓を名乗った。1617年時点では未成年だった。
1633年に異母兄ジョージが死去すると、クロフォード伯爵位を継承、同年にスコットランド王国議会に初登院した。
1639年8月29日までに死去した。死去時点で精神異常者だった。生涯未婚だったため、同母弟ルドヴィックが爵位を継承した。